# Henrik Freyer
Henrik Freyer (frájer), slovenski botanik, zoolog, paleontolog (ukvarjal se je s fosilnimi ribami in foraminiferami), farmacevt, kartograf in naravoslovec, preparator, * 8. julij 1802, Idrija, † 21. avgust 1866, Ljubljana.  

## Življenje in delo
Henrik Freyer izhaja iz znane idrijske lekarniške družine. Že njegov ded Ernest, ki je bil rojen v Žatcu na Češkem in lekarnar v Idriji, se je ob prostem času ukvarjal z botaniko. Njegov oče Karel je kot lekarnar v Idriji slovel zaradi svojega botaničnega znanja, tako, da so ga obiskovali mnogi znanstveniki (G.A.Scopoli in drugi). Domača hiša in obiski učenih nabiravcev so mlademu Freyerju že v otroških letih vzbudili zanimanje za botaniko.
Leta 1815 je prišel v Ljubljano v 2. razred gimnazije in pokazal veliko zanimanje za botaniko in mineralogijo, medtem ko je druge predmete precej zanemarjal. Srednješolski študij je končal 1819 na Reki, se vrnil v Ljubljano, kjer je študiral filozofijo. Po triletnem študiju filozofije je stopil v lekarno Gromadzkega »Pri zlatem orlu« in napravil 1825 pomočniški izpit. Nato je delal 2 leti v lekarni svojega očeta v Idriji, odšel oktobra 1827 na Dunaj, kjer je študiral farmacijo in 1829 diplomiral. Hkrati je študiral tudi fiziko, kemijo, mineralogijo, zoologijo in botaniko.
Po dveletni lekarniški službi v Zagrebu, Gradcu in Ljubljani je postal v letih 1832−1854 kustos Deželnega muzeja v Ljubljani (sedaj Narodni muzej Slovenije in Prirodoslovnem muzeju Slovenije). Temeljnima muzejskima zbirkama, lupin mehkužcev grofa Hohenwartha in mineralov grofa Žige Zoisa, je dodal zbirko vretenčarjev. Tu je prepariral nekaj sto živali uredil herbarij z Zoisovo in Hacquetovo zbirko (preko 3000 rastlin) in jih poimenoval po najnovejši nomenklaturi in zbirko žuželk. 
Leta 1848 je poskrbel za osnovno postavitev naravoslovnega muzeja v Celovcu; 1853 je postal kustos v tržaškem zoološko-anatomskem muzeju. 
Njegovi pomembnejši preparatorski deli sta kompletni skelet jamskega medveda v Ljubljani in kita v Trstu. Bil je zbiralec favne, raziskovalec kraških jam (prvi je narisal načrt Ravenske jame nad Cerknim), proučeval je tudi človeško ribico.
V laporjih z različnih nahajališč na Kranjskem je odkril foraminifere, geološko preučeval ozemlje med Savo in Krko od Sostrega do Bregane (Hrvaška), zlasti pa se je posvečal botaniki. Poleg G.A. Scopolija in F.X. Wulfna je preiskal pomembne slovenske botanične postojanke. Bil pa je tudi med prvimi naravoslovci, ki so se povzpeli na Mangart, Stenar, Triglav in druge vrhove v Julijcih. 
Po njem je poimenovanih več fosilnih živali najdenih na naših tleh, rastlinski rod Freyera. Zaslužen je za zbiranje slovenskih imen s področja biologije, geologije in geografije. Objavil je kranjsko favno (del materiala iz zbirke Ž. Zoisa z lat.-nem.-slov. seznamom imen Fauna der in Krain bekannten Säugethiere, Vögel, Reptilien und Fische (1842). 
Na botaničnih potovanjih je zbiral kartografsko gradivo in 1844-1846 izdal zemljevid Vojvodine Kranjske z dosledno slovenskimi topografskimi imeni (nemška imena so le dodatna) v 16 listih in merilu 1:113 500.
Članke je objavljal v strokovnih časopisih. Bil je član kmetijskih družb za Kranjsko, Goriško in Koroško, dopisni član akademije znanosti na Dunaju, društva naravoslovcev v Moskvi in botaničnega društva v Regensburgu.
Od leta 1853 do 1864 je delal v tržaškem muzeju. Zadnja leta je zaradi multiple skleroze postal za delo nezmožen, zato se je 1864 upokojil in preselil v Ljubljano, kjer je živel do smrti 1866.